# Ernest Shackleton
Ernest Henry Shackleton (Kilkea, Irlanda, 15 de febrero de 1874-Georgia del Sur, 5 de enero de 1922) fue un explorador polar anglo-irlandés y una de las principales figuras de la conocida como Edad heroica de la exploración de la Antártida. Su primera experiencia en las regiones polares fue como tercer oficial de la Expedición Discovery (1901-1904) del capitán Robert Falcon Scott, de la cual tuvo que regresar prematuramente por motivos de salud. Determinado a resarcirse de lo que él sintió como un fracaso personal, retornó a la Antártida en 1907 como líder de la Expedición Nimrod. En enero de 1909 él y sus tres compañeros hicieron una marcha que les llevó al punto más meridional jamás hollado por el hombre en la Antártida, en la latitud 88° 23′ S, a unos 190 km del Polo Sur. Por este logro, a su vuelta a casa, Shackleton fue nombrado sir por el rey Eduardo VII.
Al acabar la carrera por la conquista del Polo Sur con la victoria del noruego Roald Amundsen, Shackleton centró su atención en lo que él consideró el último gran objetivo de los viajes en la Antártida: cruzar el continente helado de punta a punta pasando a través del polo. Para este fin hizo los preparativos de lo que acabaría llamándose Expedición Imperial Transantártica (1914-1917). Sin embargo, la mala suerte se cebó con la empresa cuando su barco, el Endurance, quedó atrapado en una banquisa de hielo que lo fue aplastando lentamente y lo acabó hundiendo. Los exploradores estuvieron aislados más de dos años, pero gracias a la habilidad de su líder consiguieron regresar todos con vida del continente helado, una hazaña que llevó a Shackleton a ser considerado un héroe. En 1921 el explorador organizó un nuevo viaje a la Antártida con fines científicos, la Expedición Shackleton-Rowett, pero antes de que ésta llegara al continente helado, Ernest Shackleton sufrió un ataque al corazón y murió mientras su barco, el Quest, estaba amarrado en las islas Georgias del Sur. Fue enterrado allí por deseo de su esposa.
Más allá de sus expediciones, Shackleton llevó una vida inquieta e insatisfecha. En su empeño por hacer fortuna, puso en marcha numerosos negocios y proyectos, ninguno de los cuales prosperó. Sus asuntos financieros nunca fueron bien gestionados y murió muy endeudado. Tras su fallecimiento la prensa lo ensalzó, pero pronto su memoria cayó en el olvido mientras la reputación heroica de su rival Robert Scott permanecía en lo más alto durante décadas. Shackleton fue «redescubierto» a fines del siglo XX y pronto se convirtió en una figura de culto y un modelo de liderazgo a seguir como alguien que, en circunstancias extremas, mantuvo unido a su equipo en una historia de supervivencia, descrita por la historiadora Stephanie Barczewski como «increíble».

## Primeros años

### Infancia y educación
Ernest Shackleton nació el 15 de febrero de 1874 en Kilkea, una pequeña población y heredad irlandesa del condado de Kildare, a 50 kilómetros de Dublín. Su padre se llamaba Henry y su madre Henrietta Letitia Sophia Gavan. Su familia paterna era de ascendencia inglesa, concretamente de Yorkshire, mientras que sus ancestros maternos eran irlandeses de los condados de Cork y Kerry. Ernest era el segundo de diez hijos y el primer varón. Su hermano Francis, ayudante del oficial de armas del castillo de Dublín, adquirió cierta notoriedad al ser acusado del robo de las Joyas de la Corona Irlandesa perpetrado en 1907, delito del que fue absuelto. En 1880, los Shackleton se vieron forzados a dejar su vida de hacendados debido a los estragos de la peste de la patata en la economía irlandesa, y se trasladaron a Dublín, donde el patriarca Henry empezó a estudiar medicina en el Trinity College. Cuatro años después, ya con Henry como doctor, la familia abandona Irlanda. El destino del nuevo médico fue el distrito londinense de Sydenham, donde el doctor Shackleton encontró buen acomodo. Para algunos autores, en este traslado influyó la inquietud que le causaba a la familia la ira contenida, tras más de cuarenta años de hambruna, de los jornaleros irlandeses hacia los terratenientes anglo-irlandeses. Esta ira ya había explotado con algún atentado, caso de los asesinatos de lord Frederick Cavendish, Jefe de Secretaría de Irlanda y su segundo, Thomas Henry Burke, que fueron acuchillados en el parque Fénix de Dublín por fanáticos de la Irish National Land League.
Desde muy pequeño Shackleton fue un lector voraz, lo que espoleó su pasión por la aventura. Fue educado por una institutriz hasta la edad de once años, cuando ingresó en la Fir Lodge Preparatory School en West Hill, Dulwich, al sureste de Londres. Con trece años entró en el Dulwich College. Al parecer, el joven Shackleton no fue un estudiante brillante, y además se aburría en la escuela. Ya de adulto, se le atribuye esta declaración: «Nunca aprendí mucha geografía en la escuela… la literatura consistía en la disección, el análisis de algunos pasajes de nuestros grandes poetas y escritores… los maestros debían tener cuidado de no echar a perder para siempre el gusto [de sus alumnos] por la poesía convirtiéndola en una tarea y una imposición». A pesar de todo, Shackleton terminó su periodo escolar como uno de los alumnos con mejores calificaciones de su clase.

### Oficial de la marina mercante

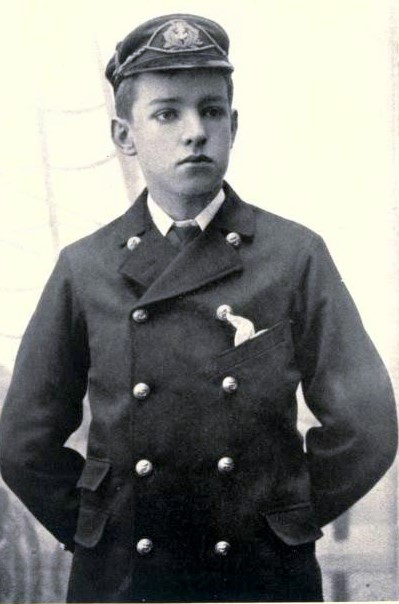
Ernest Shackleton a los 16 años vestido con uniforme de la White Star Line.

Shackleton era un joven tan inquieto, que tuvo permiso para dejar los estudios a los 16 años y hacerse a la mar. Las opciones que tenía eran ingresar en la Marina Real británica y entrar en el buque escuela HMS Britannia (lo que su padre no podía permitirse), embarcar en los buques escuela mercantes Worcester y Conway o bien enrolarse como grumete en un barco de vela. La tercera opción fue la escogida. Su padre pudo asegurarle un lugar en la North Western Shipping Company a bordo del velero Hoghton Tower. Shackleton estuvo embarcado cuatro años, en los que se formó en el oficio, visitó todos los rincones del planeta, hizo amistad con personas de todo tipo y condición y aprendió a convivir con ellos. En agosto de 1894 aprobó el examen de segundo oficial y aceptó un puesto como tercer oficial en un vapor de la Welsh Shire Line. Dos años después obtuvo la acreditación de primer oficial y en 1898 la de capitán de barco, lo que le cualificó para mandar un barco británico en cualquier parte del mundo.
También en 1898 Shackleton se unió a la Union-Castle Line, una línea regular de correo y pasajeros entre Southampton y Ciudad del Cabo. Era, como un camarada de a bordo afirmó, «diferente a la mayoría de los oficiales jóvenes», con una mezcla de sensibilidad y agresividad pero, con todo, simpático. Tras el estallido de la guerra de los Bóeres en 1899, Shackleton fue transferido al barco de transporte de tropas Tintagel Castle, donde conoció en 1900 a Cedric Longstaff, teniente del ejército e hijo de Llewellyn W. Longstaff, el principal patrocinador financiero de la Expedición Antártica Británica que entonces se organizaba en Londres. Shackleton aprovechó la amistad con su hijo para obtener una entrevista con Longstaff e intentar conseguir un puesto en la expedición. Este, impresionado por la agudeza de Shackleton, lo recomendó a sir Clements Markham, jefe de la expedición, a quien le dejó claro que quería que aceptara a Shackleton. El 17 de febrero de 1901 confirmaron su nombramiento como tercer oficial del barco de la expedición, el Discovery, y poco después entró en servicio como subteniente en la Reserva de la Real Armada británica. En ese momento acabó la carrera de Shackleton en la marina mercante.

## Expedición Discovery (1901-1904)

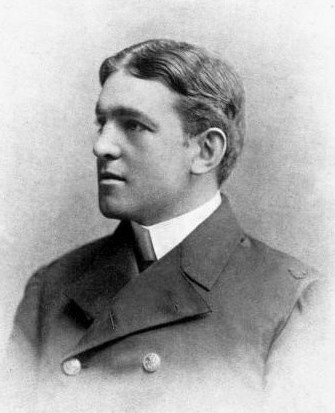
Shackleton en 1901, a los 27 años.

La Expedición Antártica Británica, más conocida como Expedición Discovery por su barco, el Discovery, llevaba varios años en preparación y era un empeño personal de sir Clements Markham, presidente de la Royal Geographical Society. Su líder era Robert Falcon Scott, teniente de la Real Armada Británica que luego fue ascendido a comandante. La expedición tenía objetivos científicos y geográficos. Aunque el Discovery no era un navío de la Real Armada, Scott pidió al equipo, a los oficiales y a los científicos que aceptaran voluntariamente las condiciones del Acta de Disciplina Naval, por lo que el barco se rigió según las costumbres de la Armada. Shackleton también lo aceptó, aunque debido a su experiencia e instintos, habría preferido un estilo diferente y más informal de liderazgo. Los deberes particulares de Shackleton se especificaron como «estar al cargo del análisis del agua de mar. Proveedor de la sala de estar. Al cargo de bodegas, almacenes y provisiones. También organiza el entretenimiento».

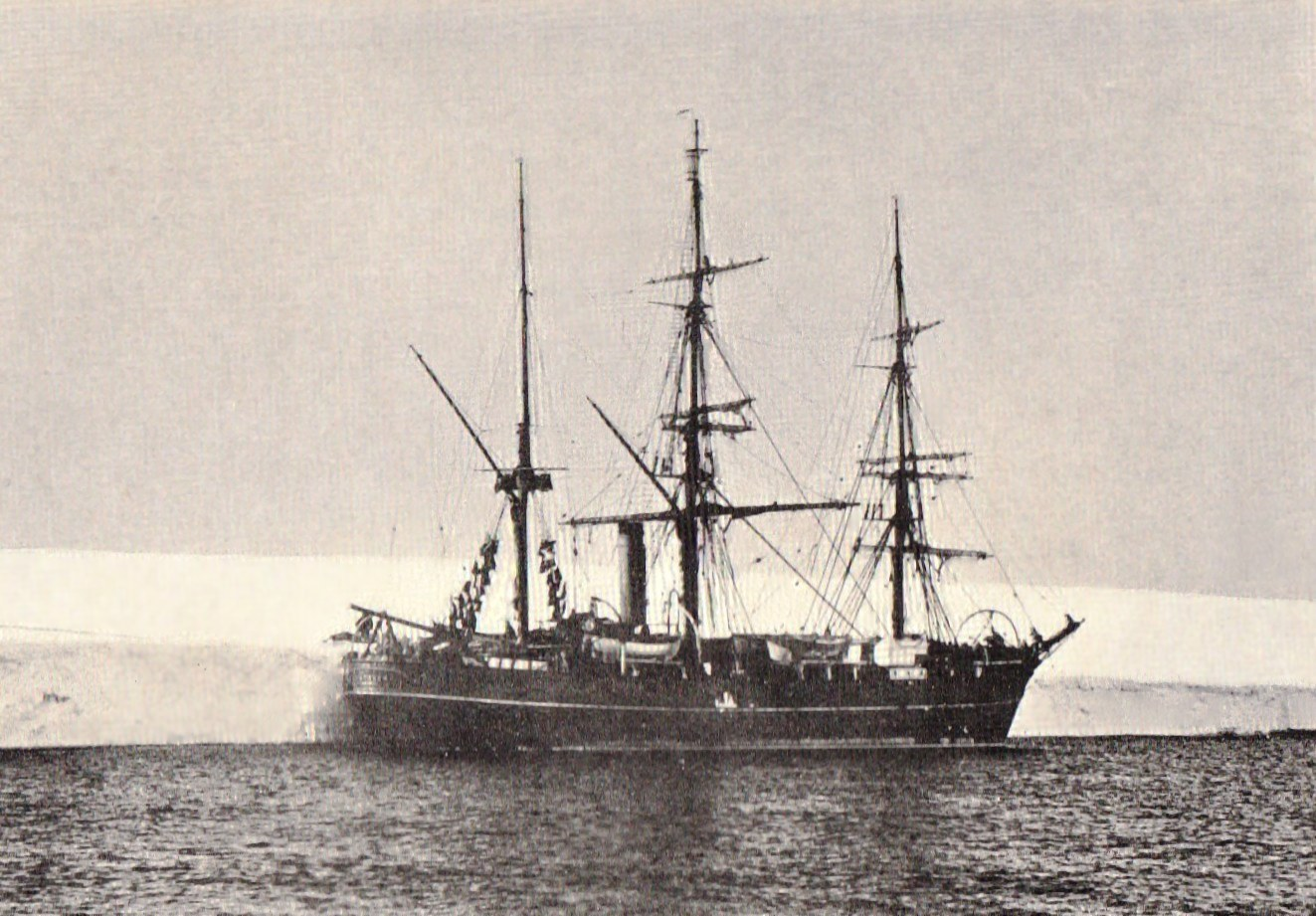
El barco Discovery en la Antártida en 1902.

El Discovery zarpó de Londres el 31 de julio de 1901 y llegó a la costa Antártica, vía Ciudad del Cabo y Nueva Zelanda, el 8 de enero de 1902. Tras desembarcar, Shackleton participó en un vuelo experimental en globo aerostático el 4 de febrero, y en compañía de los científicos Edward Wilson y Hartley Ferrar, en el primer viaje en trineo desde el cuartel invernal de la expedición en el estrecho de McMurdo, con el que se estableció una ruta segura hasta la Barrera de hielo de Ross. Durante el invierno antártico de 1902 Shackleton editó, a bordo del Discovery atrapado por el hielo, la revista de la expedición, el The South Polar Times. Según el auxiliar Clarence Hare, Shackleton era «el oficial más popular de la tripulación», aunque esto no suponía un liderazgo extraoficial enfrentado al de Scott y muestra de ello es que el comandante eligió a Shackleton para acompañarlo a él y a Wilson en la expedición al sur, que tenía la finalidad de alcanzar la latitud más meridional posible en dirección al Polo Sur. Este no fue un intento serio de pisar el polo, aunque el empeño de viajar al sur era de capital importancia para Scott y el hecho de que contara para ello con Shackleton indica una gran confianza personal.

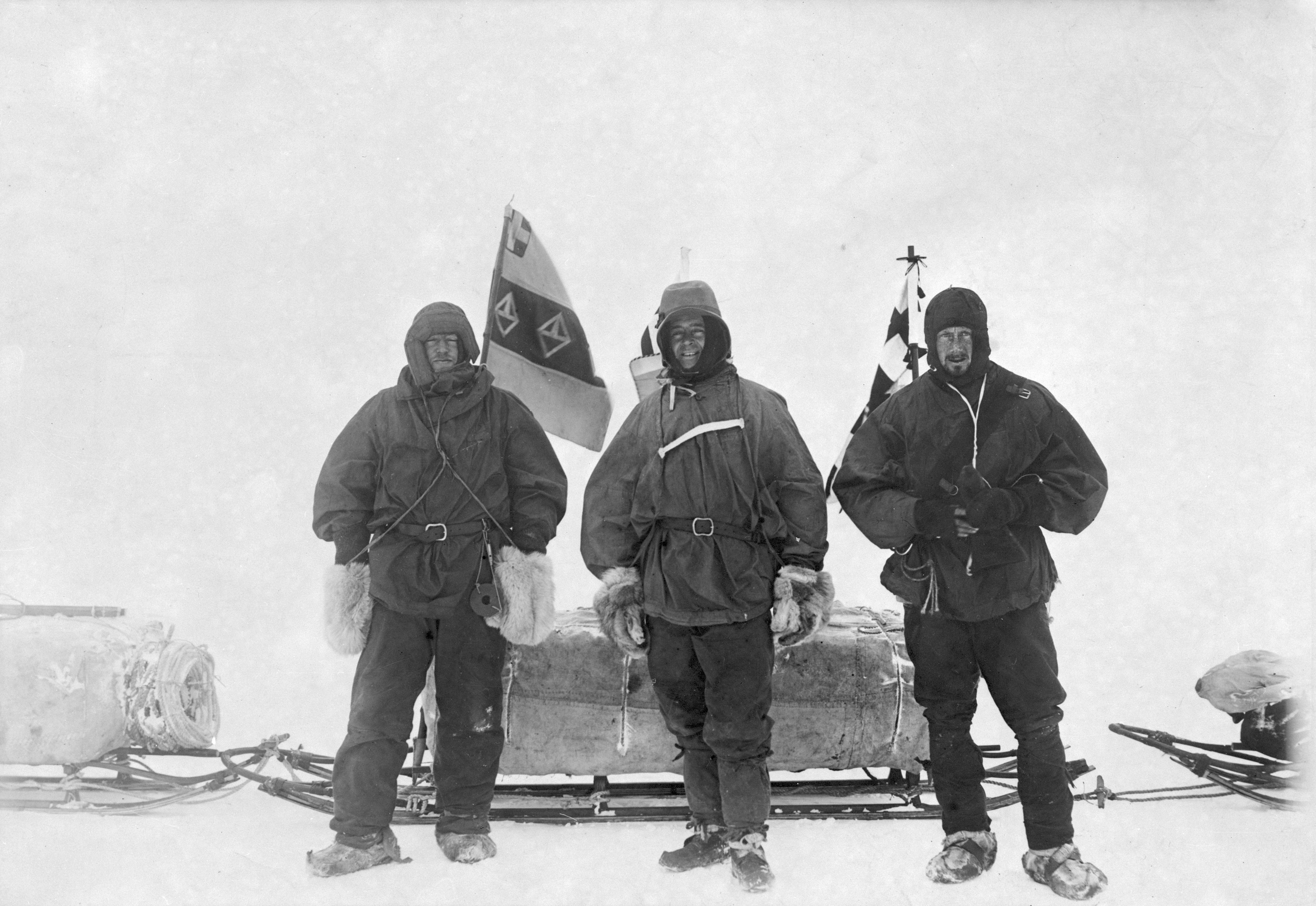
Ernest Shackleton (izquierda) junto a Robert Falcon Scott (centro) y Edward Wilson en la Antártida en noviembre de 1902.

El trío partió el 2 de noviembre de 1902 y su marcha al sur resultó, según escribió Scott más tarde, «una combinación de éxito y fracaso». Establecieron un récord meridional al alcanzar la latitud 82° 17′ y superaron el límite marcado por Carsten Borchgrevink en 1900, pero la marcha se vio empañada por la muerte de los veintidós perros de la expedición, que se envenenaron con una comida contaminada. Los tres hombres sufrieron ceguera de las nieves, congelación, y finalmente escorbuto. En el viaje de vuelta Shackleton afirmó estar «roto» y que ya no podía cumplir con su parte del trabajo, aunque más tarde negó una afirmación de Scott en el libro The Voyage of the Discovery sobre que había tenido que ser transportado en un trineo. Sin embargo, estaba muy debilitado, como recoge una entrada del diario de Wilson del día 14 de enero: «Shackleton ha estado de todo menos a la altura, y hoy está decididamente peor, con poco aliento, tos constante, y otros síntomas que no necesitan detallarse aquí, pero que no son de pequeñas consecuencias a 250 km del barco».
Finalmente, el 4 de febrero de 1903 el grupo llegó al barco y tras un reconocimiento médico, que no se probó concluyente, Scott decidió enviar a casa a Shackleton a bordo del barco de relevo Morning, que había llegado el estrecho de McMurdo el mes anterior. Scott escribió: «No debe correr más riesgos en su actual estado de salud», aunque se ha conjeturado que el motivo de Scott para despachar a Shackleton fue el resentimiento por su popularidad, y que su precaria salud fue solo una excusa para deshacerse de él. Años después de las muertes de Scott, Wilson y Shackleton, Albert Armitage, segundo al mando de la expedición, afirmó que se había producido un altercado en el viaje al sur y que Scott le había dicho al doctor que «si no se iba enfermo, se iría en desgracia». Aunque no hay manera de corroborar la historia de Armitage, se sabe que Shackleton y Scott mantuvieron la amistad al menos hasta la publicación del relato del viaje al sur en The Voyage of the Discovery. A pesar de que ambos respetaron la cordialidad de cara al público, el biógrafo Roland Huntford sostiene que la actitud de Shackleton hacia Scott viró hacia un «ardiente desprecio y aversión», y que quería «un regreso a la Antártida y un intento de superar a Scott» para resarcir su orgullo herido.

## Entre las expediciones Discovery y Nimrod (1903-1907)

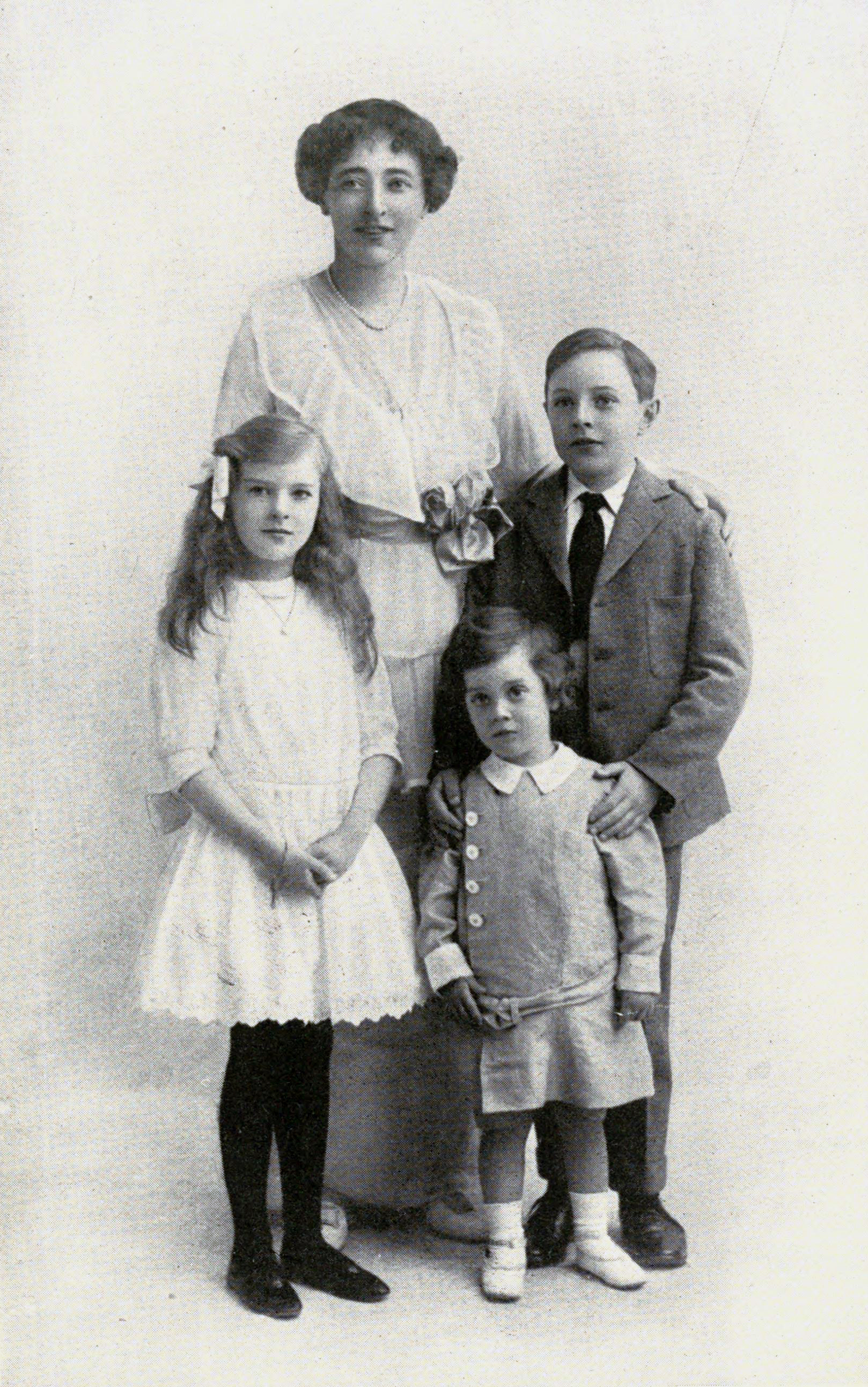
La esposa de Ernest Shackleton, Emily, y sus tres hijos.

Tras un período de convalecencia en Nueva Zelanda, Shackleton retornó a Inglaterra vía San Francisco y Nueva York. Al ser el primer miembro importante de la expedición en regresar, Shackleton se encontró muy solicitado, también por el Almirantazgo británico, que le consultó sobre sus nuevas propuestas para el rescate del Discovery. Sir Clements Markham le pidió que aceptara un puesto temporal como asistente en la preparación del barco Terra Nova para la segunda operación de socorro a la Discovery, pero lo rechazó para navegar en dicha nave como oficial jefe. También asistió en el equipamiento de la corbeta argentina Uruguay, que entonces se preparaba para ayudar a la Expedición Antártica Sueca de Otto Nordenskjöld. En su búsqueda de empleo estable, Shackleton solicitó una comisión regular de la Real Armada, pero no la consiguió a pesar del patrocinio de Markham y del presidente de la Royal Society. En su lugar empezó a trabajar como periodista para el Royal Magazine, trabajo que tampoco le resultó satisfactorio. Le ofrecieron el cargo de secretario de la Real Sociedad Geográfica Escocesa, puesto que asumió el 11 de enero de 1904.
En 1905 Shackleton entró como accionista de una compañía especulativa que pretendía hacer fortuna con el transporte de tropas rusas desde su país a Extremo Oriente y, a pesar de las garantías a su mujer Emily de que «estamos prácticamente seguros del contrato», este no se llevó a efecto. También se aventuró en la política y se presentó sin éxito a las elecciones generales del Reino Unido de 1906 como candidato por Dundee en las filas del Partido Liberal Unionista. Al mismo tiempo había empezado a trabajar como delegado itinerante para el rico industrial William Beardmore, actividad que implicaba entrevistas con potenciales clientes y entretener a los contactos del negocio de Beardmore. Sin embargo, ya entonces Shackleton no ocultaba su ambición de regresar a la Antártida como líder de su propia expedición.
Beardmore decidió apoyar la expedición de Shackleton con un aval, aunque al explorador le resultó difícil conseguir otras ayudas económicas. A pesar de todo, en febrero de 1907 presentó sus planes para una expedición antártica a la Royal Geographic Society, los detalles de la cual, bajo el nombre de Expedición Antártica Británica, se publicaron en el Geographic Journal, el periódico de la institución. Sus objetivos eran alcanzar tanto el Polo Sur como el Polo Sur magnético. Shackleton tuvo entonces que trabajar duro con la finalidad de persuadir a otros de sus amigos y conocidos ricos para que contribuyeran, entre ellos a sir Phillip Lee Brocklehurst, que puso 2000 £ (157 000 £ actuales) para asegurarse un sitio en la expedición, el escritor Campbell Mackellar y lord Iveagh, barón de Guinness, cuya contribución quedó asegurada solo dos semanas antes de la partida del barco de la expedición, el Nimrod.

## Expedición Nimrod (1907-1909)

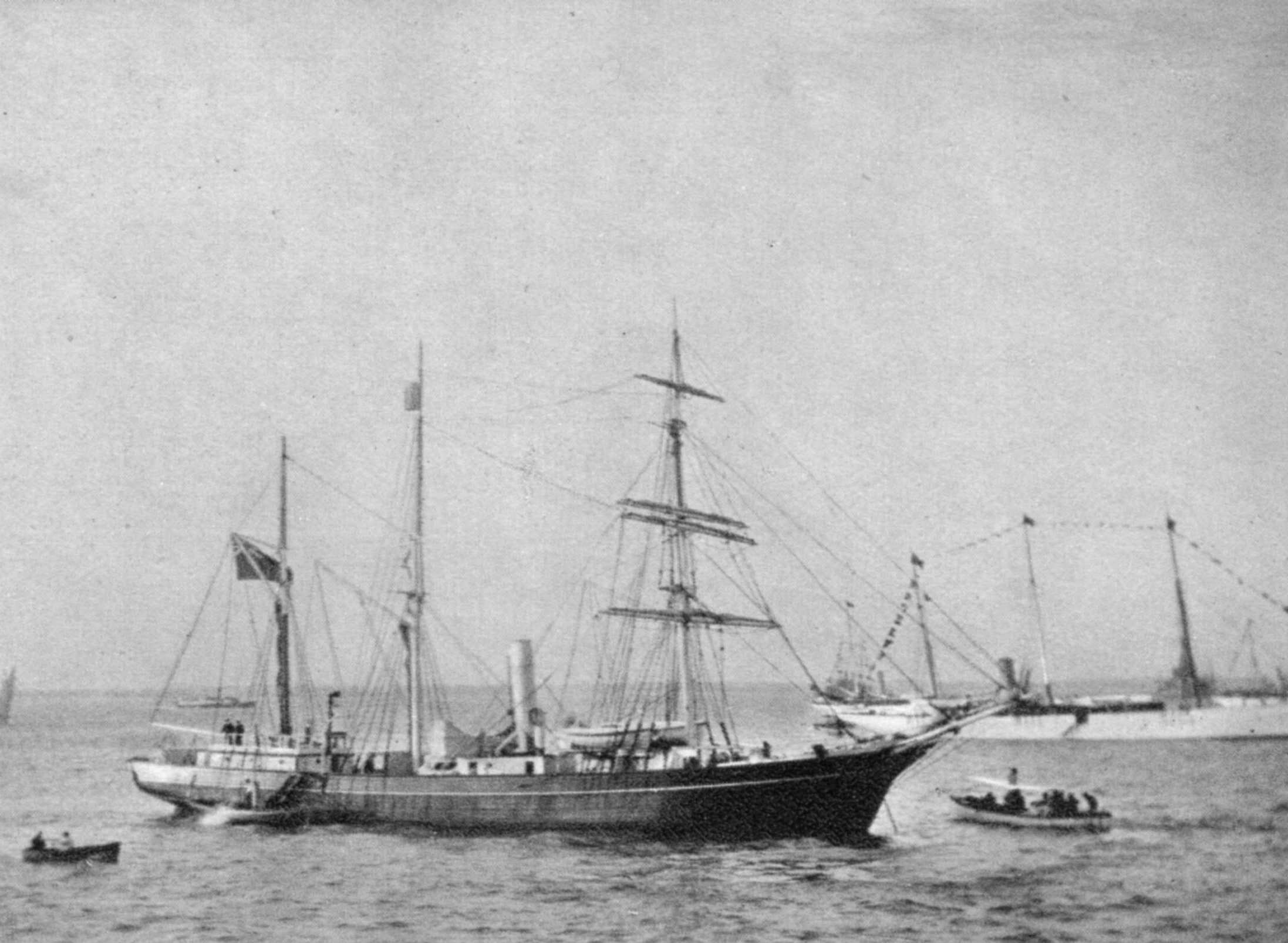
El Nimrod.

El 1 de enero de 1908 el Nimrod zarpó de Lyttelton Harbour, Nueva Zelanda, en dirección a la Antártida. Los planes originales de Shackleton eran usar la vieja base Discovery en el estrecho de McMurdo para emprender desde allí sus intentos de alcanzar el Polo Sur y el Polo Sur magnético. Sin embargo, antes de partir de Inglaterra Robert Scott le había presionado para que le prometiera que no recalaría en el área de McMurdo, que este reclamaba como su área de trabajo. Shackleton accedió renuentemente a la promesa y la búsqueda de una nueva base invernal, ya fuera en la entrada de la Barrera (que el Discovery visitó brevemente en 1902) o en la Tierra del Rey Eduardo VII.
Para ahorrar carbón, el vapor Koonya remolcó el barco Nimrod durante más de 2600 km hasta los hielos antárticos, una ayuda que Shackleton consiguió tras convencer al gobierno neozelandés y a la Union Steamship Company para compartir los costes. Para cumplir la promesa de Shackleton a Scott, al barco puso proa hacia el sector este de la Gran Barrera de Hielo, a donde llegó el 21 de enero. Allí se encontraron que la entrada de la Barrera se había expandido hasta formar una gran bahía en la que vivían cientos de ballenas, por lo que la bautizaron como bahía de las Ballenas. Los expedicionarios apreciaron que las condiciones del hielo eran inestables, circunstancia que impedía crear allí su base. Los rastreos para intentar localizar un buen lugar de desembarco en la Tierra del Rey Eduardo VII resultaron infructuosos, por lo que Shackleton no tuvo más remedio que romper su promesa a Scott y poner rumbo al estrecho de McMurdo, decisión que, según palabras del segundo oficial Arthur Harbord, fue «dictada por el sentido común» en vista de las dificultades que planteaba la presión del hielo, la escasez de carbón y la inexistencia de un emplazamiento adecuado para la base.

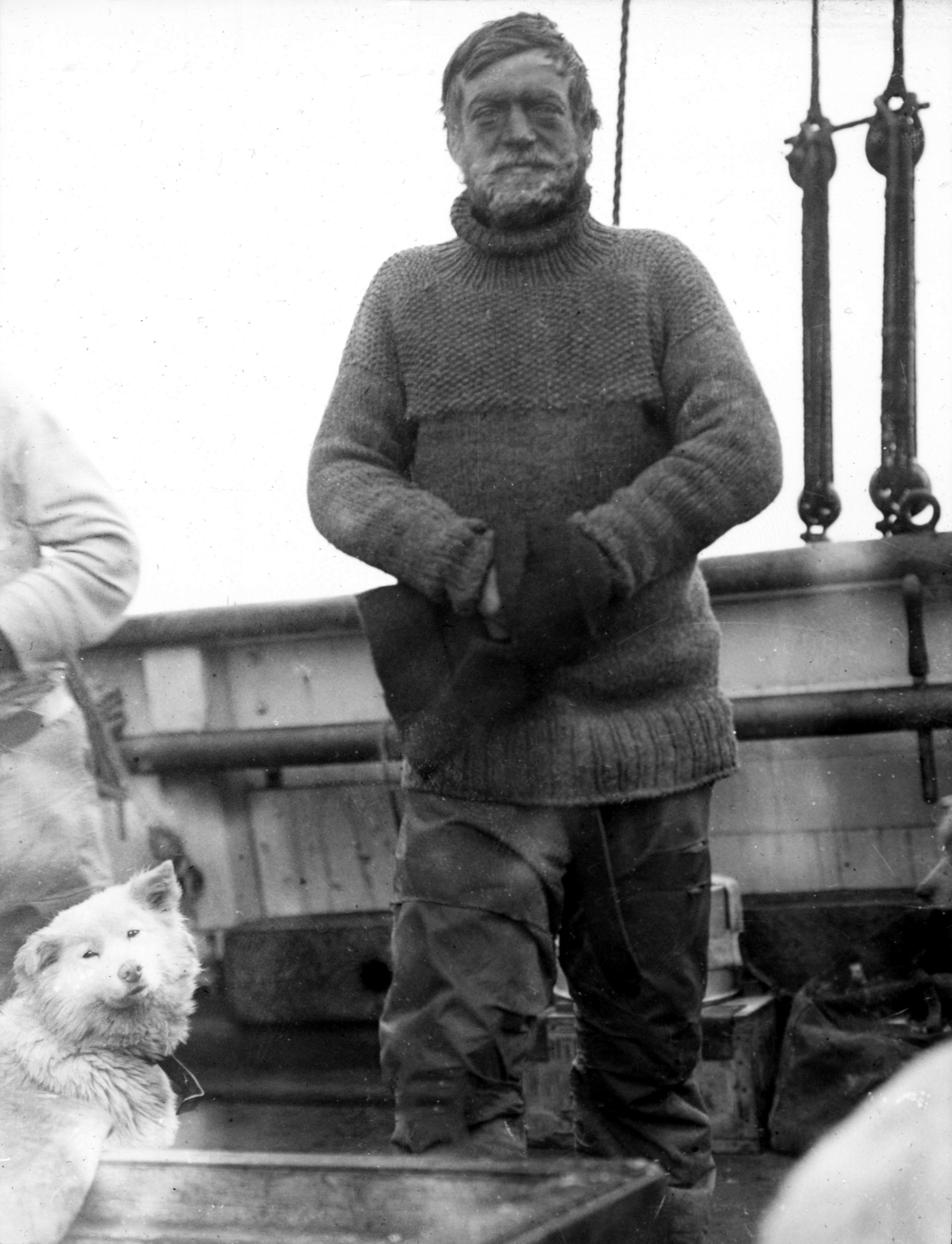
Ernest Shackleton al final de la Expedición Nimrod.

El Nimrod llegó al estrecho de McMurdo el 29 de enero, pero quedó detenido por el hielo a unos 26 km al norte de la base Discovery en la península de Hut Point. Después de considerables retrasos por culpa del mal tiempo, la base de Shackleton se levantó en el cabo Royds, 39 km al norte de Hut Point. El grupo expedicionario tenía la moral alta a pesar de las difíciles condiciones y la habilidad de Shackleton para comunicarse con cada uno de sus componentes mantuvo al equipo alegre y centrado.
El «gran viaje al sur», como lo llamó Frank Wild, comenzó su andadura el 19 de octubre de 1908. El 9 de enero de 1909 Shackleton y sus tres compañeros (Wild, Eric Marshall y Jameson Adams) alcanzaron el punto más meridional jamás pisado por el hombre en la Antártida, en la latitud 88° 23′ S, a solo 180 km del Polo Sur. En el camino el grupo descubrió el glaciar Beardmore, bautizado en honor del patrocinador de Shackleton, y se convirtieron en las primeras personas en viajar a través de la gran meseta Antártica. Su viaje de vuelta al estrecho de McMurdo fue una carrera contra el hambre, con medias raciones durante gran parte de la caminata. En un momento dado Shackleton cedió la galleta que le correspondía al enfermo Frank Wild, quien escribió en su diario: «Ni todo el dinero que haya sido acuñado podría haber comprado esa galleta y nunca olvidaré ese sacrificio». El grupo llegó a Hut Point justo a tiempo de tomar el barco.
Otros logros de esta expedición fueron la primera ascensión al monte Erebus, un volcán activo, la realización del primer libro creado íntegramente en la Antártida, el Aurora australis, y el descubrimiento de la localización aproximada del Polo Sur magnético, alcanzado el 16 de enero de 1909 por Edgeworth David, Douglas Mawson y Alistair Mackay. Shackleton regresó al Reino Unido considerado como un héroe por los británicos y poco después publicó su relato de la expedición, Heart of the Antarctic. Emily Shackleton recordó tiempo después: «El único comentario que me hizo sobre el hecho de no haber llegado al Polo fue "un asno vivo es mejor que un león muerto, ¿no es así?"». En 1910 Shackleton hizo varias grabaciones de voz en un fonógrafo de Edison describiendo la expedición.

## Entre las expediciones (1909-1914)

### Héroe popular

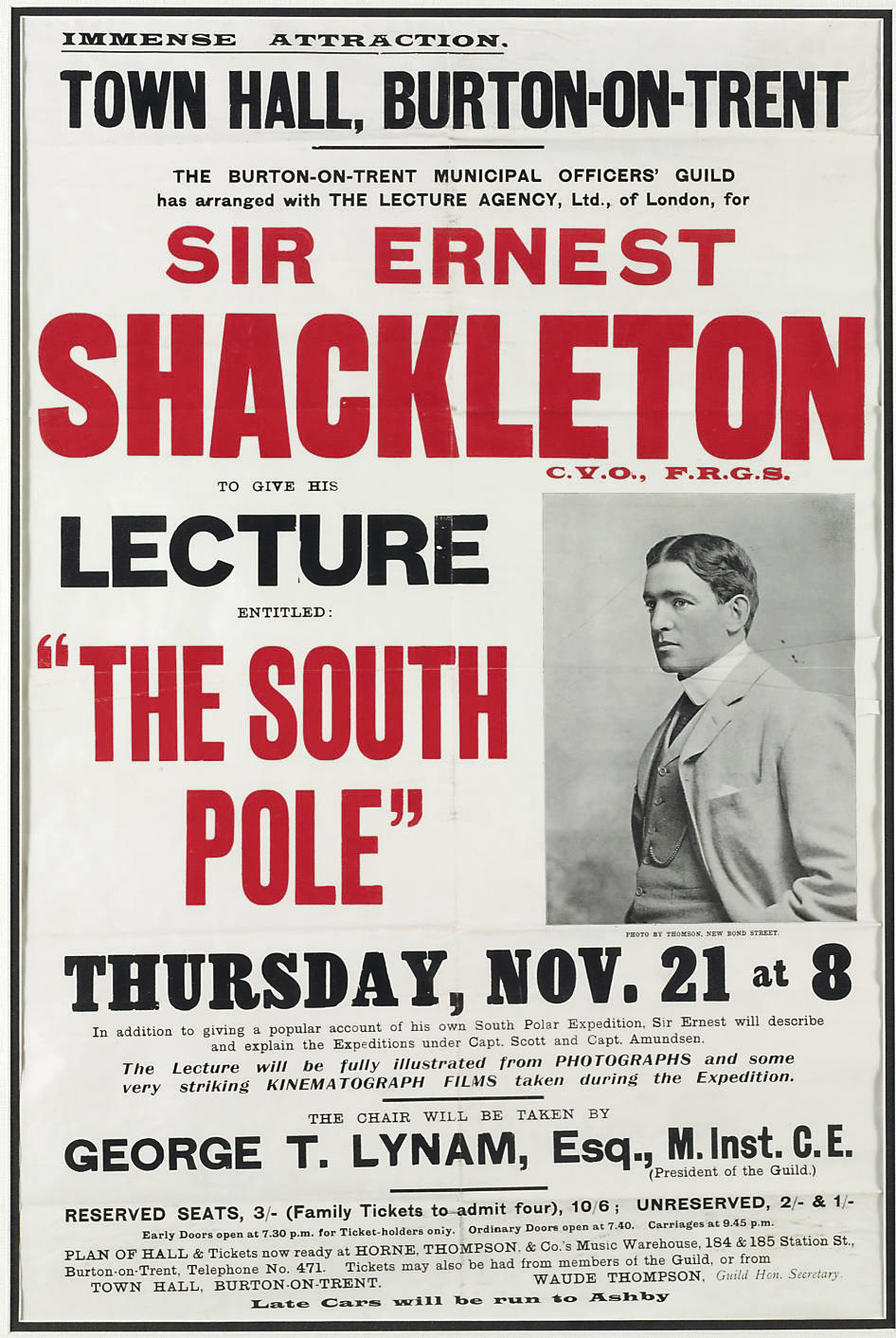
Shackleton se embarcó en una extensa gira de conferencias en las que habló no solo acerca de sus viajes polares, sino también de los de Scott y Roald Amundsen.

A la vuelta a su patria Shackleton fue pronto colmado de honores. El rey Eduardo VII lo recibió el día 10 de julio y le nombró comendador de la Real Orden Victoriana, y en los honores del cumpleaños del rey fue nombrado caballero y por tanto pasó a ser sir Ernest Shackleton. También fue honrado por la Royal Geographical Society, que le concedió la Medalla de Oro. Todos los miembros de la Expedición Nimrod que permanecieron en la costa recibieron medallas polares de plata. Además, Shackleton fue nombrado Joven Hermano de la Trinity House, un gran honor para los marineros británicos.
Además de los honores oficiales, su país recibió con gran entusiasmo las hazañas antárticas de Shackleton. Lord Halsbury, antiguo lord canciller, en un almuerzo celebrado en honor de Shackleton por el Royal Societies Club, propuso un brindis por el explorador y dijo: «Cuando uno recuerda lo que ha pasado, no cree en la supuesta degeneración de la raza británica y que hayamos perdido todo el sentido de admiración por el coraje y la valentía». Irlanda también reclamó el heroísmo, pues el titular del Evening Telegraph dublinés afirmaba «El Polo Sur casi alcanzado por un irlandés», mientras que el Dublin Express hablaba de «las cualidades que eran su herencia como irlandés». Otros exploradores expresaron su admiración por Shackleton: Roald Amundsen escribió, en una carta al secretario de la Royal Geographical Society, John Scott Keltie, que «la nación inglesa logró gracias a esta hazaña de Shackleton una victoria que nunca será superada», y Fridtjof Nansen envió una efusiva carta privada a Emily Shackleton en la que alababa «la expedición única que había sido un completo éxito en todos los aspectos».

### Tiempo de negocios y planes
En el período inmediatamente posterior a su regreso de la Nimrod, Shackleton desarrolló una intensa actividad con apariciones públicas, conferencias y eventos sociales. A continuación, intentó obtener beneficio de su fama haciendo fortuna en el mundo de los negocios. Entre las empresas que pensó promover estuvieron una compañía tabacalera, un plan para vender sellos a los coleccionistas con el timbre de «Tierra del Rey Eduardo VII» y el desarrollo de una concesión minera húngara que había adquirido cerca de la ciudad de Nagybanya, hoy parte de Rumanía. Ninguno de estos negocios prosperó y su principal fuente de ingresos fueron sus honorarios en las giras de conferencias. Aunque en septiembre de 1910, cuando acababa de mudarse a Sheringham, Norfolk, escribió a su mujer que «nunca más iré al sur y pienso que mi lugar está ahora en casa», todavía pensaba en regresar a la Antártida. Muestra de ello es que había conversado con Douglas Mawson sobre una expedición científica a la costa antártica, entre el cabo Adare y el monte Gauss, y había escrito sobre el particular a la Royal Geographical Society en febrero de 1910.
Cualquier futura reanudación por parte de Shackleton de la conquista del Polo Sur dependía de los resultados de la Expedición Terra Nova, que había partido de Cardiff en julio de 1910 liderada por su rival, Robert Scott. En la primavera de 1912 el mundo ya sabía que el Polo Sur había sido conquistado por el noruego Roald Amundsen, pero todavía no se conocía el destino de la expedición de Scott. Shackleton le daba vueltas a un proyecto anunciado y luego abandonado por el explorador escocés William Speirs Bruce sobre la travesía de todo el continente antártico con una expedición que desembarcara en el mar de Weddell, pasara por el Polo Sur y finalizara en el estrecho de McMurdo. Bruce, que no había conseguido financiación, se alegró al saber que Shackleton retomaba sus planes, similares a los que también manejaba el explorador alemán Wilhelm Filchner. Filchner había zarpado de Bremerhaven en mayo de 1911, pero en diciembre de 1912 llegó desde la Georgias del Sur la noticia de su fracaso. El viaje transcontinental era, en palabras de Shackleton, «un gran objetivo de los viajes en la Antártida» todavía pendiente, que quedaba ahora abierto para él. En abril de 1912 fue citado por la investigación del hundimiento del RMS Titanic para que aportara su conocimiento sobre icebergs, uno de los cuales fue el causante del hundimiento del transatlántico.

## Expedición Imperial Transantártica (1914-1917)

### Preparativos y personal

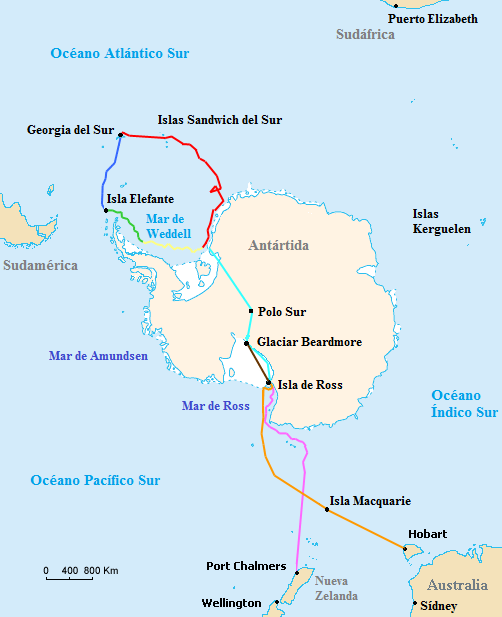
Mapa de los movimientos durante la Expedición Imperial Transantártica:
Viaje del Endurance
Deriva del Endurance en el hielo
Deriva de los acampados sobre la banquisa después del hundimiento del Endurance
Viaje del James Caird
Ruta transantártica prevista
Viaje del Aurora a la Antártida
Retirada del Aurora
Ruta de suministro

Shackleton hizo públicos los detalles de su nueva expedición, llamada de forma grandilocuente «Expedición Imperial Transantártica», a comienzos de 1914. Contaría esta vez con dos barcos: el Endurance llevaría al equipo principal hasta el mar de Weddell, concretamente la bahía Vahsel, desde donde un equipo de seis hombres liderado por Shackleton podría comenzar a cruzar el continente. Mientras tanto, un segundo barco, el Aurora, transportaría al equipo de apoyo dirigido por el capitán Aeneas Mackintosh hasta el estrecho de McMurdo, en el otro extremo de la Antártida. Este grupo crearía puntos de abastecimiento a lo largo de la Gran Barrera de Hielo hasta el glaciar Beardmore, depósitos que contendrían el agua y comida que ayudaría al equipo de Shackleton a completar su larga travesía de 2900 km a través del continente helado.
Shackleton tuvo que servirse de todas sus habilidades para conseguir los fondos necesarios, y la expedición fue financiada por numerosas donaciones privadas y por las 10 000 libras (680 000 actuales) puestas por el gobierno británico. El magnate escocés sir James Caird donó 24 000 libras, el industrial Frank Dudley Docker 10 000 y Janet Stancomb-Wills, heredera de una empresa tabacalera, una suma no desvelada pero que fue «generosa». El interés público en la expedición fue considerable, pues Shackleton recibió más de 5000 solicitudes para unirse a ella. Sus entrevistas y formas de selección fueron a menudo excéntricas, porque su convicción de que el carácter y el temperamento eran tan importantes como la habilidad técnica le llevaba a hacer preguntas nada convencionales. Al físico Reginald James se le preguntó si podía cantar, otros fueron aceptados porque a Shackleton le gustó su aspecto o después de la más breve de las entrevistas. Shackleton también relajó algunas jerarquías tradicionales porque esperaba que todos los hombres, incluidos los científicos, asumieran su parte en las tareas del barco. Finalmente, seleccionó un equipo de 56, 28 para cada barco.
El 3 de agosto de 1914, a pesar del estallido de la Primera Guerra Mundial, el entonces primer lord del Almirantazgo, Winston Churchill, ordenó al Endurance «proceder», por lo que este dejó aguas británicas el 8 de agosto. Shackleton no se incorporó al equipo hasta el 27 de septiembre, cuando embarcó en Buenos Aires, Argentina.
Mientras que Shackleton era el líder de la expedición, el Endurance era dirigido por el capitán F. Worsley y el Aurora por el teniente J. Stenhouse. El segundo al mando del Endurance era el experimentado explorador Frank Wild. El meteorólogo era el capitán L. Hussey y el Dr. McIlroy estaba a la cabeza del equipo científico. Al cargo de los setenta perros estaba el veterinario Dr. Macklin, y Tom Crean se ocupaba de los perros guía. También formaban parte de la expedición James, Hussey, Greenstreet y el biólogo Clark, así como el famoso fotógrafo australiano Frank Hurley. Se conocen también los nombres de algunos de los muchos perros: Shakespeare, Samson, Hércules (el más fuerte), Smiler, Surly y Sire.

### Pérdida delEndurance
«Durante la noche del día 3 oímos cómo el hielo se trituraba hacia el este, y por la mañana vimos que el hielo fresco se había alzado hasta 2,5 y 3 metros. Fue el primer murmullo del peligro que alcanzaría proporciones amenazadoras en los meses siguientes.»
Shackleton

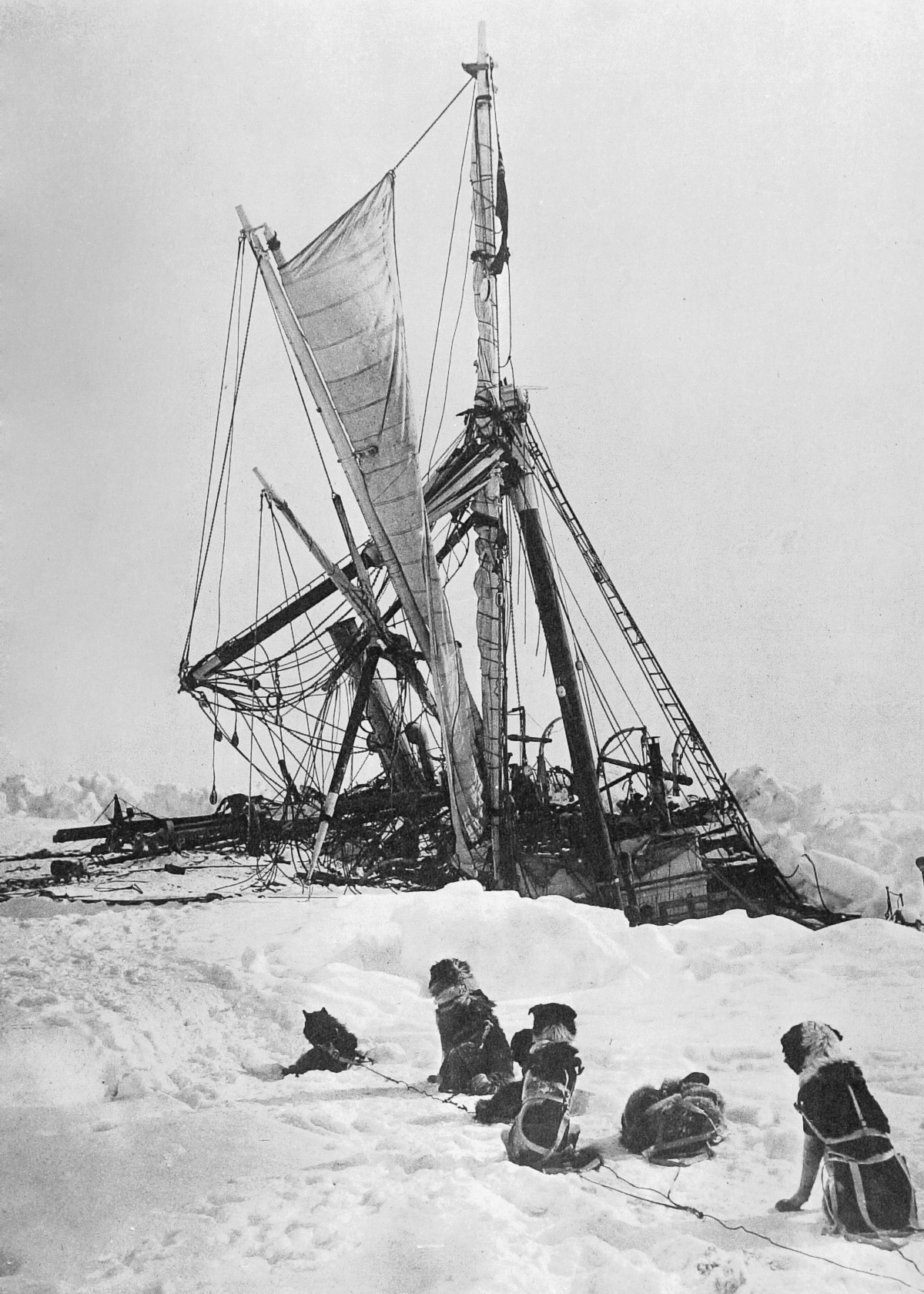
El Endurance atrapado en el hielo y hundiéndose.

El Endurance zarpó desde las islas Georgia del Sur el 5 de diciembre en dirección a la bahía de Vahsel en el mar de Weddell. En su viaje al sur pronto se topó con hielo, que ralentizó la navegación. Las condiciones se fueron haciendo más difíciles a medida que se adentraba en el mar de Weddell, hasta que el 19 de enero quedó inmovilizado en una banquisa de hielo. El 24 de febrero, cuando Shackleton fue consciente de que podían quedar atrapados hasta la próxima primavera, ordenó el abandono de la nave y su conversión en estación invernal. El navío derivó lentamente hacia el norte en los siguientes meses, pero la cercanía de la primavera y sus temperaturas más suaves iniciaron rupturas y movimientos en el hielo que pusieron el casco de madera del barco en grave peligro.

«De repente, el témpano a babor se rompió y enormes trozos de hielo salieron disparados desde debajo de la sentina de babor. Al cabo de unos segundos el barco se escoró treinta grados a babor».
Shackleton

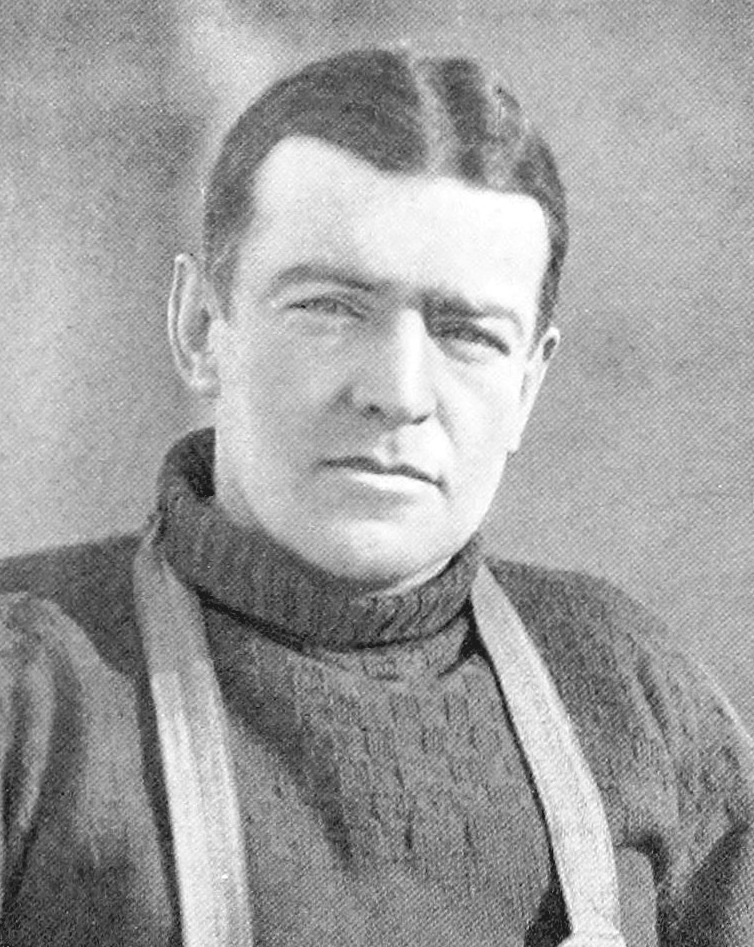
Shackleton durante la Expedición Imperial Transantártica.

Hasta entonces Shackleton había tenido la esperanza de que el barco pudiera navegar hasta la costa una vez quedara libre. Sin embargo, el 24 de octubre el agua comenzó a penetrar en su interior, y solo unos días después, en la posición 69° 5′ S, 51° 30′ O, Shackleton dio la orden de abandonar la nave diciendo «¡Se está hundiendo!». Hombres, provisiones y equipo fueron trasladados a campamentos en el hielo. Finalmente, el 21 de noviembre de 1915 los restos del Endurance desaparecieron de la superficie.
Durante casi dos meses Shackleton y su equipo acamparon sobre una gran banquisa de hielo flotante a la espera de que su deriva los acercara a la isla Paulet, distante más de 400 km, donde sabían que había almacenes de suministros. Después de varios intentos fallidos de alcanzar la isla a través del hielo, Shackleton decidió instalar otro campamento permanente (Patience Camp) en otra banquisa, y confiar en que la deriva los llevara a tierra. El 17 de marzo su témpano de hielo se hallaba a menos de 100 km de la isla Paulet pero, separados de ella por un hielo intransitable, no pudieron alcanzarla. El 9 de abril su banquisa se partió en dos y Shackleton ordenó a su equipo embarcar en los botes salvavidas y poner proa a la tierra más cercana. Después de cinco angustiosos días en el agua, los exhaustos expedicionarios desembarcaron en la isla Elefante, a más de 550 km del lugar en que se hundió el Endurance. Era, además, la primera vez en 497 días que pisaban tierra firme. La preocupación de Shackleton por sus hombres era tal que cedió sus guantes al fotógrafo Frank Hurley, quien había perdido los suyos durante el viaje en bote, pero esta generosidad le costó al líder de la expedición la congelación de los dedos.

### Viaje en bote
«El 20 de abril, Shackleton anunció que intentaría pilotar el James Caird, de seis metros de eslora, hasta San Pedro, a unos mil trescientos kilómetros de allí. McNish se afanó de inmediato en adaptar el barco para la monumental travesía. El 21 de abril, McNish escribió en su diario: «Toda la tripulación está ocupada despellejando y almacenando pingüinos; algunos, reparando los aparejos del Caird; dos, cosiendo lona para la cubierta. Marsten, McLeod y yo estamos preparando el Caird... Hay cinco en la lista de enfermos, algunos con problemas de corazón, otros con síntomas de congelación y uno chiflado».

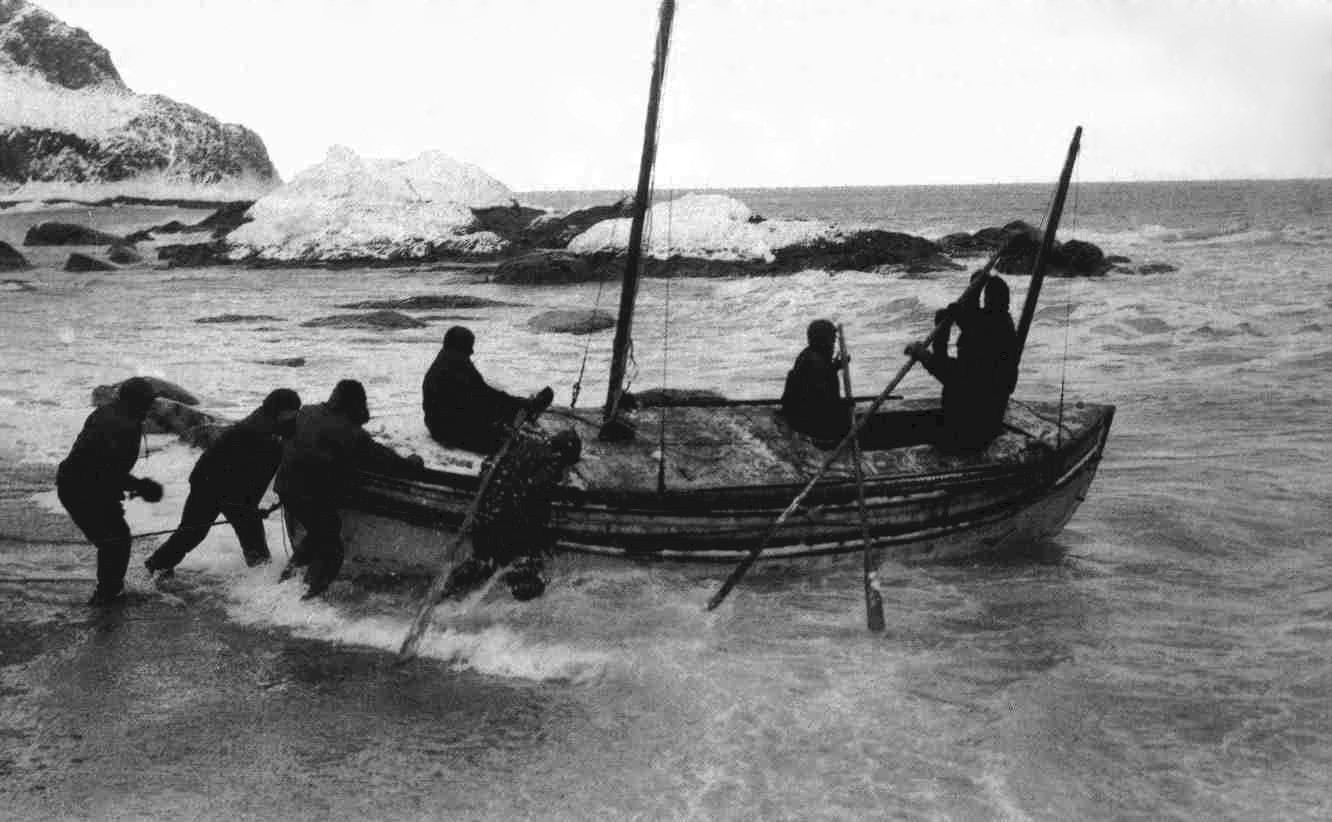
El bote James Caird se hace a la mar desde la costa de la isla Elefante, 24 de abril de 1916.

La isla Elefante era un lugar inhóspito, alejado de cualquier ruta marítima, razón por la que Shackleton decidió arriesgarse a emprender un viaje de casi 1300 km en bote abierto hasta las estaciones balleneras de las islas Georgias del Sur, donde sabía que encontraría ayuda. Eligieron para el viaje el más robusto de los tres botes de seis metros de eslora, bautizado James Caird en honor del principal patrocinador de la expedición. El carpintero del barco, Harry McNish, le realizó varias mejoras, como el aumento de altura de sus bandas, el fortalecimiento de la quilla y la construcción de una cubierta provisional de madera y lona, además de sellar toda la obra con pintura al aceite. Shackleton eligió cinco compañeros de travesía: Frank Worsley, capitán del Endurance, se encargaría de la navegación, Tom Crean, que «rogó participar», los dos marineros John Vincent y Timothy McCarthy, que se distinguían por su fuerza, y el carpintero McNish. Shackleton había tenido desencuentros con McNish durante el tiempo que permanecieron en el hielo y, aunque no quiso perdonar la anterior insubordinación del carpintero, sí que supo reconocer la valía de su contribución.
Shackleton se negó a embarcar comida para más de un mes porque sabía que si no alcanzaban la isla Georgia del Sur en ese tiempo, el bote y sus tripulantes se perderían para siempre. El James Caird zarpó de la isla Elefante el 24 de abril de 1916 y en las dos semanas siguientes navegó por las aguas del océano a merced de tormentas marinas que amenazaban constantemente con volcarlo. El 8 de mayo, gracias a la habilidad de Worsley para la navegación, avistaron los acantilados de Georgia del Sur, pero vientos huracanados les impidieron llegar a tierra. El grupo se vio obligado a capear el temporal lejos de la costa para evitar estrellarse contra las rocas. Más tarde supieron que ese mismo huracán había hundido un vapor de 500 toneladas que había zarpado de Georgia del Sur en dirección a Buenos Aires. Al día siguiente fueron capaces de poner pie en tierra en la deshabitada parte sur de la isla. Tras un período de descanso y recuperación, y en lugar de asumir el riesgo de navegar hasta las estaciones balleneras de la costa norte, Shackleton decidió intentar el cruce de la isla por tierra por una ruta nunca antes transitada, ni siquiera por los balleneros noruegos. McNish, Vincent y McCarthy se quedaron en el punto de desembarco de la costa sur, mientras Shackleton, Worsley y Crean anduvieron en 36 horas los 51 km de terreno montañoso que los separaban de la estación ballenera de Stromness, a donde llegaron el 20 de mayo.

«La vista resultó decepcionante. Miré desde un empinado precipicio hacia un caos de hielo arrugado, cuatrocientos cincuenta metros por debajo de nosotros [...] En recuerdos éramos ricos. Habíamos penetrado el barniz de la superficie. Habíamos sufrido, padecido hambre y triunfado; nos habíamos humillado y, sin embargo, habíamos tocado la gloria, habíamos crecido con la grandeza del todo. Habíamos visto a Dios en Su esplendor, oído el texto que interpreta la naturaleza. Habíamos alcanzado el alma desnuda del hombre.»
Reflexiones de Shackelton en la isla

### Rescate

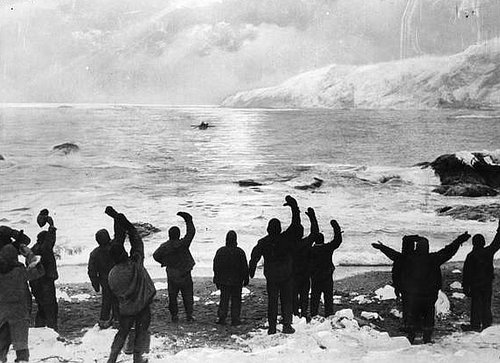
«Todos sanos y salvos», fotografía de la partida del James Caird, retocada por el fotógrafo Frank Hurley para recrear el regreso de Shackleton.

Shackleton envió inmediatamente un bote para recoger a los tres hombres dejados en la costa sur mientras él se ponía a trabajar para organizar el rescate de los hombres de la isla Elefante, que llevaban aislados allí cuatro meses y medio. Los tres primeros intentos de ir a por ellos resultaron infructuosos debido al hielo, que bloqueó los accesos a la isla. Solicitó ayuda al gobierno chileno y este dispuso para el rescate una escampavía de su armada, la Yelcho, comandada por Luis Pardo Villalón. La Yelcho llegó a la Isla Elefante el 30 de agosto de 1916 y evacuaron rápidamente a los 22 hombres, que llevaban allí cuatro meses. Primero arribaron a Punta Arenas y unos días después a Valparaíso (Chile), donde una multitud les dio la bienvenida a la civilización.
Todavía restaban los hombres del equipo del mar de Ross, que habían quedado atrapados en el cabo Evans ubicado en el estrecho de McMurdo después de que su barco, el Aurora fuera arrancado de sus amarres durante una tormenta y arrastrado a alta mar con dieciocho hombres a bordo y dejando diez en tierra. El barco llegó a Nueva Zelanda después de una deriva de varios meses. Shackleton viajó para unirse al Aurora y navegó en él para rescatar a los diez hombres del equipo del mar de Ross. Este grupo, a pesar de las muchas dificultades, había llevado a cabo su misión de crear depósitos de suministros, pero también había perdido a tres miembros, entre ellos su comandante Aeneas Mackintosh.

## Primera Guerra Mundial

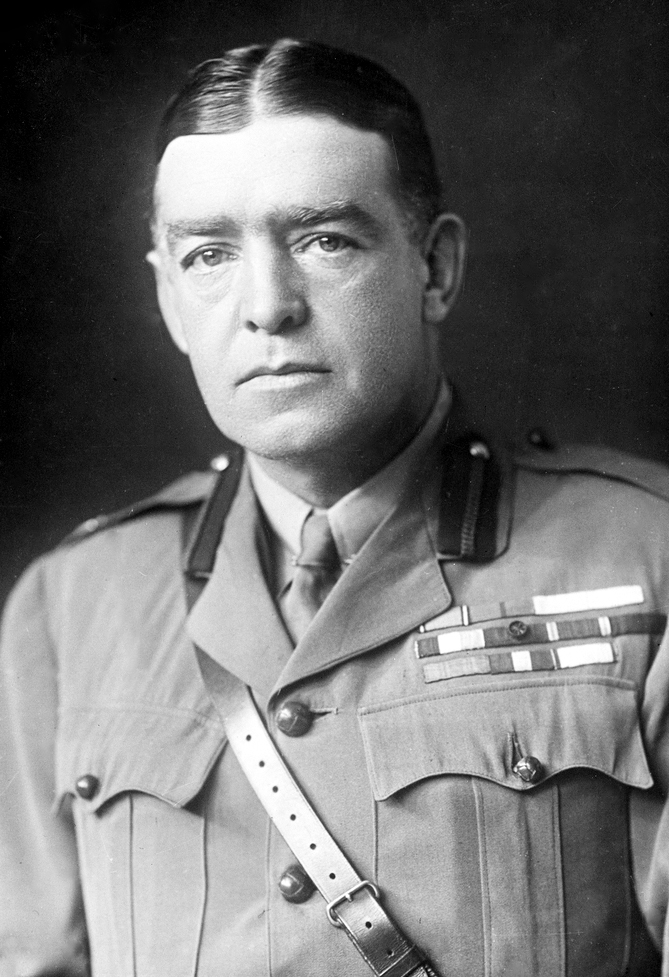
El mayor Ernest Shackleton, con uniforme militar, en 1918.

Cuando Shackleton regresó a Inglaterra en mayo de 1917, Europa estaba inmersa en plena Primera Guerra Mundial. Ya entonces sufría una afección cardíaca, agravada por sus azarosos viajes y, aunque era demasiado viejo para ser llamado a filas, se ofreció voluntario para ingresar en el ejército. Pidió repetidamente ser enviado al frente en Francia, pero bebía demasiado alcohol. En octubre de 1917 lo enviaron a Buenos Aires para impulsar la propaganda británica en Sudamérica, pero tenía nula preparación diplomática y no tuvo éxito en su intento de persuadir a Argentina y Chile para que se implicaran en el conflicto en el bando aliado de la Triple Entente. Regresó a su patria en abril de 1918.
Fue entonces cuando Shackleton se involucró brevemente en una misión destinada establecer presencia británica en la isla noruega de Spitsbergen bajo la tapadera de una operación minera, pero en el viaje de ida se puso enfermo en Tromsø, posiblemente por un ataque al corazón. Su nombramiento para una expedición militar a Múrmansk lo obligó a regresar a casa para volver a partir con destino al norte de Rusia. Cuatro meses después de la firma del Armisticio del 11 de noviembre de 1918 que puso fin al conflicto, Shackleton estaba de vuelta en su país con numerosos planes para el desarrollo económico del norte de Rusia, pero estando en plena recaudación de fondos para ponerlos en marcha todo se vino abajo cuando la región cayó bajo control de los bolcheviques. Así, el explorador tuvo que volver a sus giras de conferencias y publicó su propio relato de la Expedición Endurance, titulado South, en diciembre de 1919. Por su esfuerzo en el norte de Rusia durante la guerra, Shackleton fue nombrado oficial de la Orden del Imperio Británico.

## Última expedición y fallecimiento

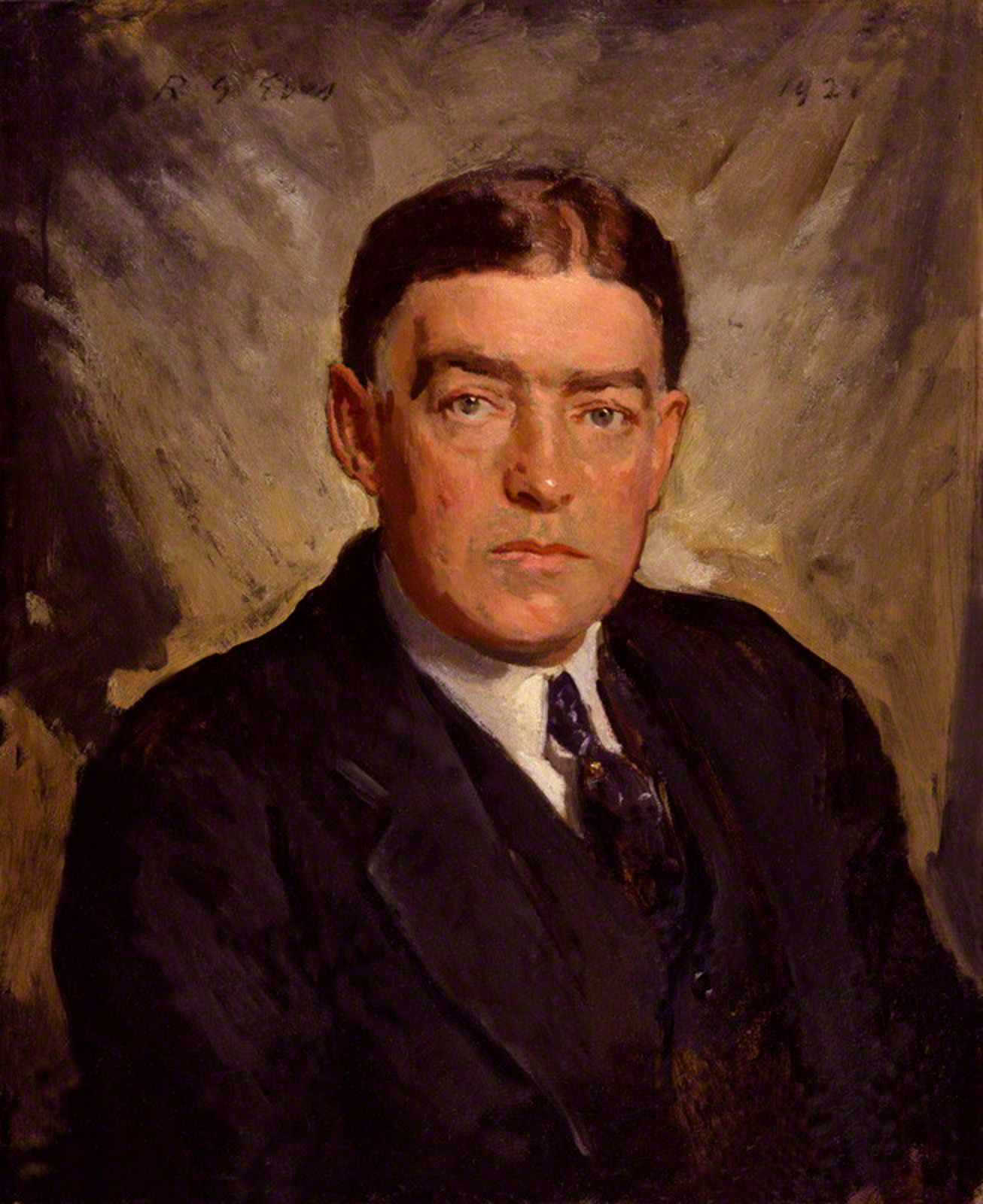
Ernest Shackleton retratado en 1921 por Reginald Eves.

En 1920, cansado de dar conferencias, Shackleton comenzó a considerar la posibilidad de una última expedición polar. Pensó seriamente en dirigirse a la enorme área inexplorada del mar de Beaufort en el Ártico, un proyecto al que el gobierno canadiense prestó bastante atención. Con los fondos proporcionados por un excompañero de escuela, John Quiller Rowett, compró el ballenero noruego de 125 toneladas Foca I, que él renombró Quest. Los planes cambiaron y el destino pasó a ser la Antártida en un proyecto que Shackleton definió como «una expedición oceanográfica y subantártica». Aunque los objetivos de esta empresa eran imprecisos, se mencionaron el empeño de circunnavegar el continente antártico y la investigación de algunas islas subantárticas «perdidas», como Tuanaki. Algunos de los antiguos miembros de la Expedición Endurance firmaron para volver con su anterior «Jefe» a pesar de que varios de ellos todavía no habían recibido sus salarios. Rowett aceptó financiar toda la expedición, que fue nombrada Expedición Shackleton-Rowett.

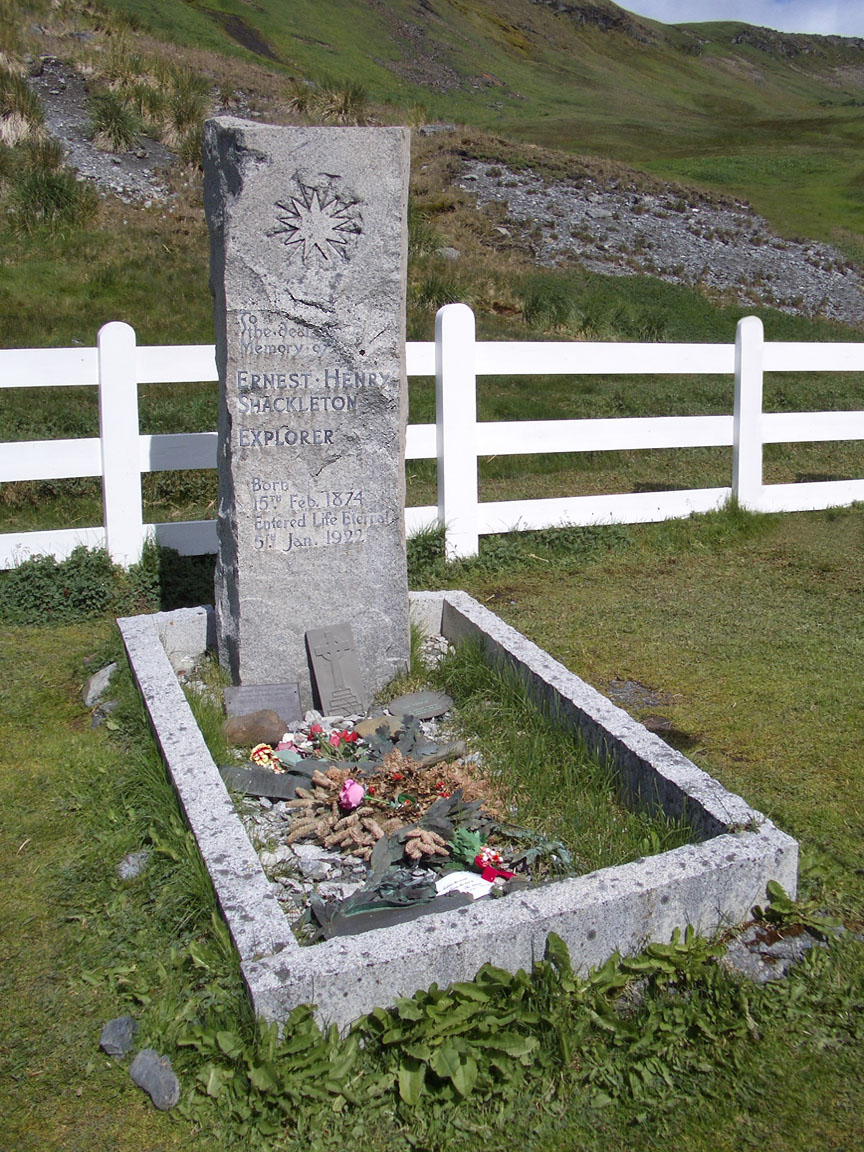
Tumba de sir Ernest Shackleton en Grytviken, Georgia del Sur.

La expedición partió de Inglaterra el 24 de septiembre de 1921, pero cuando el barco recaló en Río de Janeiro, Brasil, Shackleton sufrió lo que pareció era un ataque al corazón. Rehusó recibir atención médica y el Quest continuó hacia el sur hasta recalar en Georgia del Sur el 4 de enero de 1922. A primeras horas de la mañana siguiente, Shackleton solicitó en su camarote al médico de la expedición, Alexander Macklin, a causa de dolores en la espalda y otras molestias. Según contó Macklin, le dijo a Shackleton que había estado haciendo demasiadas cosas y que debía tratar de «llevar una vida más tranquila», a lo que el explorador le respondió «Siempre me dices que renuncie a cosas, ¿a qué debo renunciar?». «Principalmente al alcohol, Jefe», le respondió Macklin. Momentos después, a las 2:50 a. m. del 5 de enero de 1922, Shackleton sufrió un ataque al corazón y murió.
Macklin concluyó que la causa del fallecimiento había sido «ateroma de las arterias coronarias e insuficiencia cardiaca», agravado por un sobreesfuerzo en un período de debilidad. Leonard Hussey, veterano de la Expedición Transantártica, se ofreció para acompañar el cuerpo de vuelta a Gran Bretaña, pero mientras estaba en Montevideo recibió un telegrama de Emily Shackleton en que esta pedía que su marido fuera enterrado en Georgia del Sur. Hussey regresó a la isla con el cuerpo del explorador a bordo del vapor Woodville y el 5 de marzo de 1922 sir Ernest Shackleton fue inhumado en el cementerio de Grytviken, Georgia del Sur, tras un breve responso en la Iglesia luterana noruega local. Macklin escribió en su diario: «Pienso que esto es propio del ‘Jefe’, solo en una isla lejos de la civilización, rodeado de mares tormentosos y tempestuosos y muy cerca de una de sus grandes hazañas». El 27 de noviembre de 2011 se enterraron las cenizas de Frank Wild justo al lado derecho de la tumba de Shackleton en Grytviken y sobre el lugar se colocó un tosco bloque de granito con una inscripción que dice: «Frank Wild 1873-1939, la mano derecha de Shackleton».

## Legado
Antes del regreso del cuerpo de Shackleton a Georgia del Sur se celebró una misa memorial en la iglesia de la Santísima Trinidad de Montevideo (Templo Inglés), Uruguay, y el 2 de marzo la catedral de San Pablo de Londres fue escenario de otro servicio memorial en el que estuvieron presentes el rey y otros miembros de la familia real británica. Un año después se publicó la primera biografía del explorador, The Life of Sir Ernest Shackleton, de Hugh Robert Mill, libro que además de ser un tributo al explorador fue un esfuerzo práctico por ayudar a su familia a afrontar el pago de las 40 000 libras de deuda (1,6 millones actuales) que había dejado Shackleton. Otra iniciativa con la misma finalidad fue la creación del Fondo Memorial Shackleton, destinado a ayudar en el sustento de su familia.

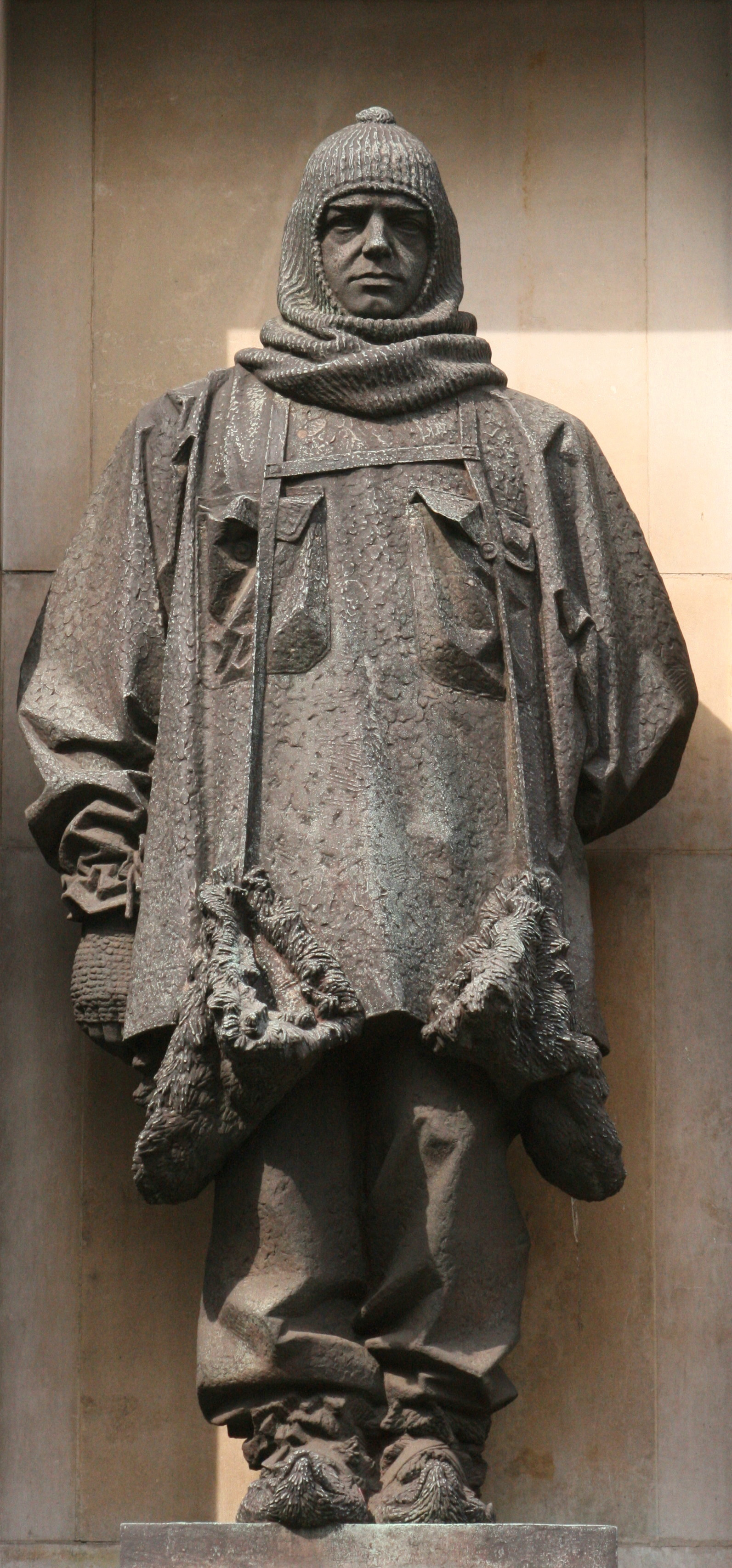
Estatua de sir Ernest Shackleton, obra de Charles Sargeant Jagger, colocada en la sede de la Royal Geographical Society en Londres en 1932.

En las siguientes décadas la consideración de Shackleton como héroe polar estuvo generalmente eclipsada por la de su rival, el capitán Robert Falcon Scott. El equipo de la última y trágica expedición polar de Scott había sido conmemorado en su país con más de treinta monumentos ya en 1925, incluidas vidrieras, estatuas, bustos y placas memoriales. En 1932 se instaló una estatua de Shackleton, diseñada por sir Edwin Lutyens, en el exterior de la sede de la Royal Geographical Society en el distrito de Kensington de Londres, pero esta fue una excepción. Del mismo modo, en las publicaciones escritas se dio mucha más importancia a Scott, y quizá la única excepción fue el libreto de cuarenta páginas sobre la vida de Shackleton publicado en 1943 por Oxford University Press como parte de su serie «Grandes Exploradores». Esta única muestra de popularidad literaria de Shackleton fue, según la historiadora Stephanie Barczewski, «un ejemplo único de tratamiento literario popular a Shackleton en un mar de alabanzas a Scott». Esta disparidad en la consideración de ambos exploradores continuó hasta los años 1950.
En 1959 vio la luz el libro Endurance: Shackleton's Incredible Voyage, de Alfred Lansing, que fue la primera de las numerosas publicaciones que aparecieron sobre el explorador y que obraron un cambio importante en la recuperación de su memoria. Al mismo tiempo, la actitud hacia Scott varió hacia una visión más crítica, que culminó con la publicación en 1979 de la mordaz biografía dual de Amundsen y Scott escrita por Roland Huntford, descrita por Barczewski como un «ataque devastador». El retrato negativo de Scott fue aceptado como la verdad popular y se convirtió en la nueva ortodoxia, pues el tipo de heroísmo que este explorador representaba fue víctima de los cambios culturales de finales del siglo XX. En pocos años la estima hacia Shackleton superó ampliamente a la de Scott, muestra de lo cual fue la encuesta realizada por la BBC en 2002 en todo el Reino Unido para descubrir a los «100 Greatest Britons» en la que Shackleton apareció en el número 11 y Scott en el 54. En 2014 se publicó la novela ilustrada Shackleton's Journey, de William Grill, coincidiendo con el centenario del inicio de la expedición del Endurance. El periódico estadounidense New York Times lo considera como uno de los 10 mejores libros ilustrados del año 2014.

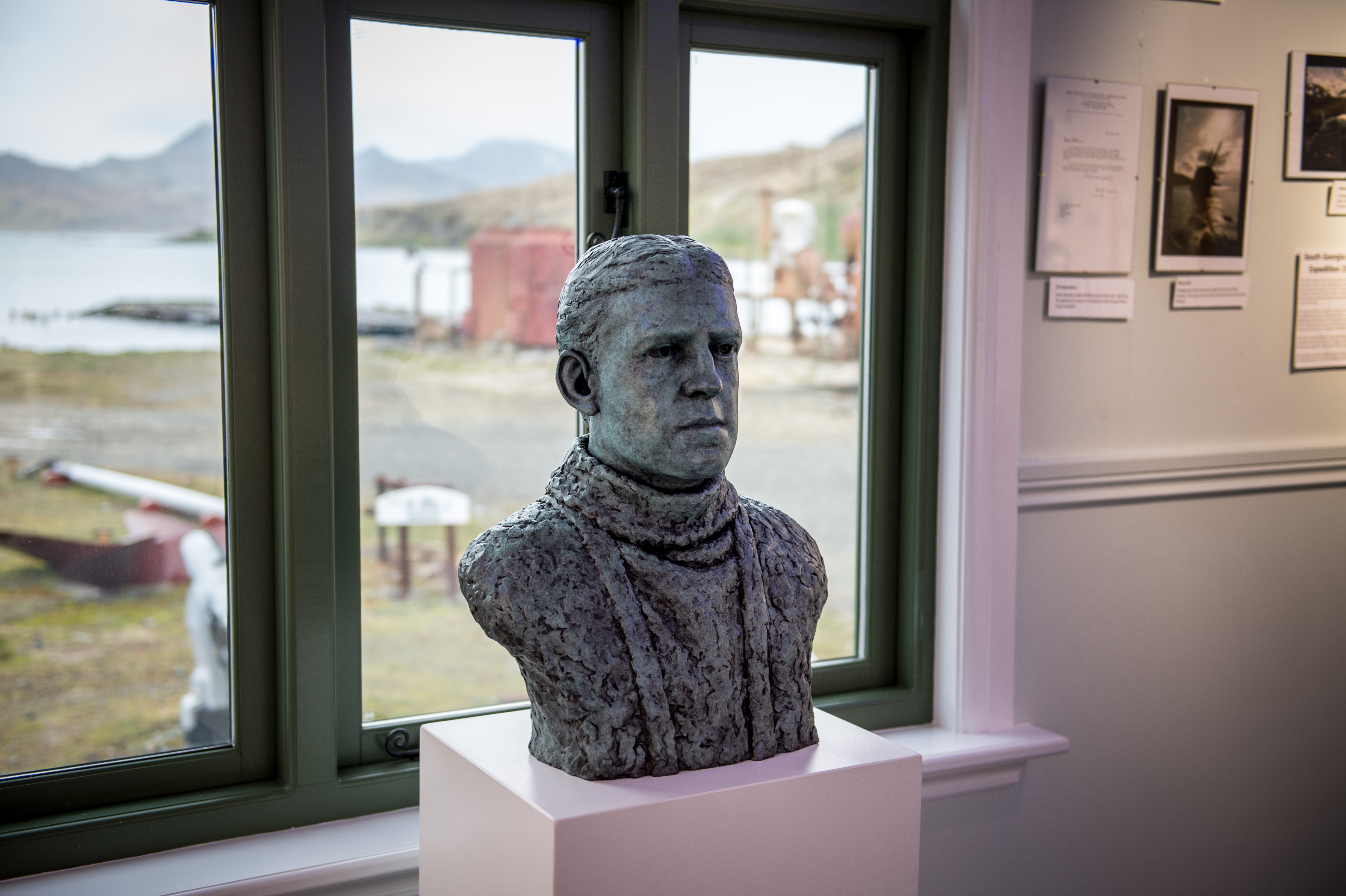
Busto de Shackleton, del escultor Anthony Smith, en el Museo de Georgia del Sur, cerca de su tumba.

En 2001 Margaret Morrell y Stephanie Capparell presentaron a Shackleton como un modelo de líder corporativo en el libro Shackleton's Way: Leadership Lessons from the Great Antarctic Explorer. Escribieron: «Su enfoque de un liderazgo centrado en las personas puede ser una guía para cualquiera en una posición de autoridad». Otras publicaciones sobre gestión siguieron pronto esta idea y Shackleton comenzó a ser mostrado como un ejemplo de cómo poner orden en el caos. El Centro para los Estudios de Liderazgo de la Universidad de Exeter (Reino Unido) ofrece un curso sobre Shackleton, quien también es el ejemplo a seguir en los programas de educación para la gestión de varias universidades estadounidenses. En Boston se creó la Shackleton School con el lema «El viaje lo es todo», y el explorador polar es además citado como un modelo de líder por la Armada de los Estados Unidos en un libro de texto sobre liderazgo en que Peter L. Steinke llama a Shackleton arquetipo de «líder tranquilo», cuya «actitud calmada y reflexiva se convierte en el antibiótico de emergencia para la toxicidad del comportamiento reactivo». El Centro-Museo de la Herencia de Athy, lugar de nacimiento del explorador en el condado de Kildare, Irlanda, creó en 2001 la Ernest Shackleton Autumn School, que se celebra anualmente para honrar la memoria de Ernest Shackleton y conmemorar la edad heroica de la exploración polar.

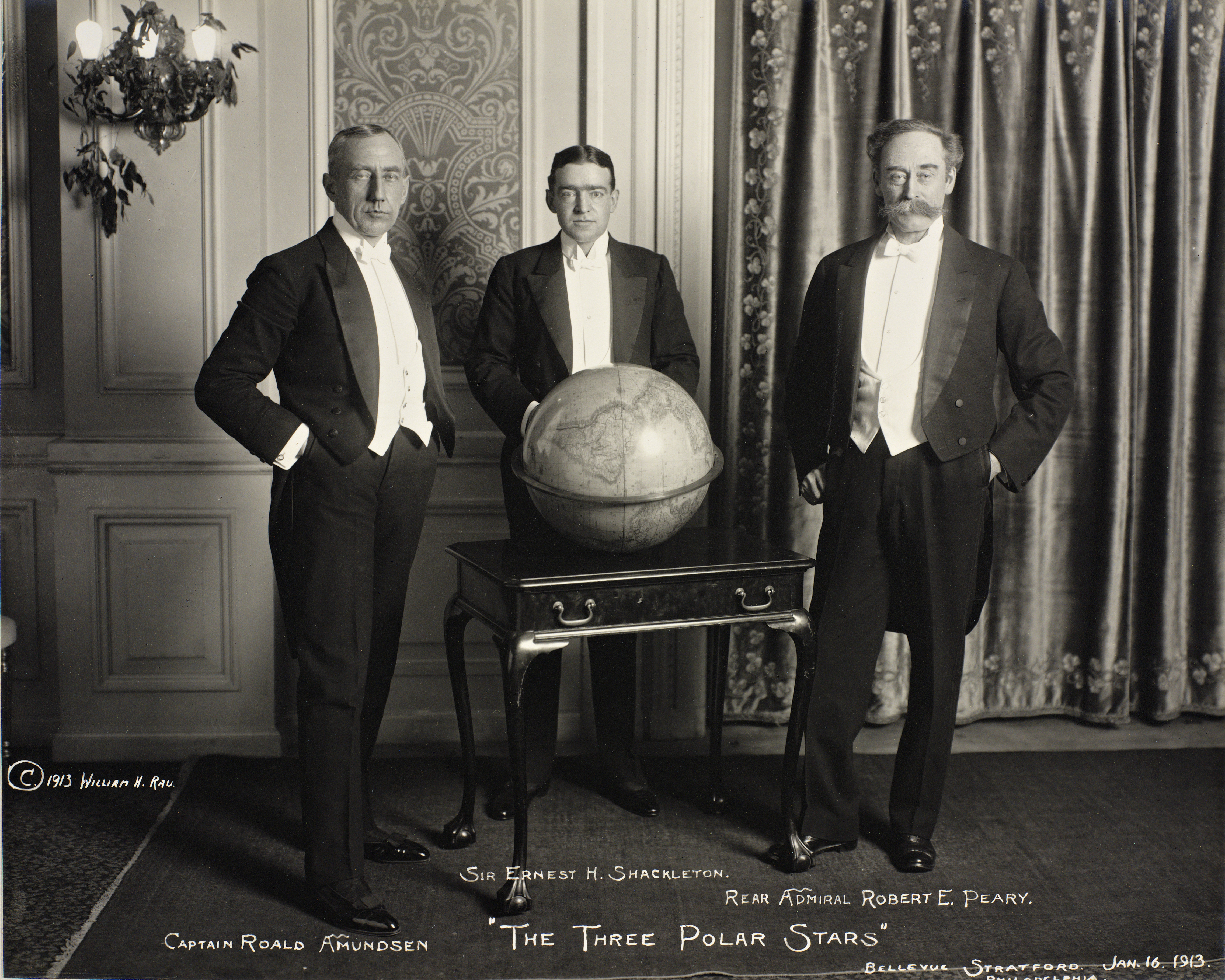
Roald Amundsen, Shackleton y Robert Peary en 1913.

La muerte de Shackleton marcó el fin de la Edad heroica de la exploración de la Antártida, un período de descubrimientos caracterizado por los viajes de exploración científica y geográfica en un inmenso continente desconocido, llevados a cabo sin las comodidades de los métodos actuales para viajar o las comunicaciones inalámbricas. En el prefacio de su libro The Worst Journey in the World (El peor viaje del mundo) Apsley Cherry-Garrard, uno de los miembros del equipo de Scott en la Expedición Terra Nova, escribe: «Para una organización científica y geográfica conjunta dame a Scott, para un viaje invernal, Wilson, para una carrera al Polo y nada más, Amundsen, y si estoy en un maldito agujero y quiero salir, dame todo el rato a Shackleton».
La Royal Air Force británica operó un avión de patrulla marítima llamado Avro 696 Shackleton, mientras que la British Antarctic Survey (Investigación Antártica Británica) ha bautizado uno de sus barcos de investigación como RRS Ernest Shackleton. Asimismo, en el polo sur de la Luna existe un cráter de impacto llamado Shackleton en honor al explorador y en la Antártida se nombró en 1961 un sector de la costa del mar de Ross como costa Shackleton. El asteroide (289586) Shackleton también lleva este nombre en su memoria. En 2002 el Channel 4 británico produjo una serie de televisión titulada Shackleton, que recreaba la Expedición Imperial Transantártica con el actor Kenneth Branagh en el papel del explorador y consiguió ganar dos premios Emmy. El 15 de febrero de 2011 el 137 aniversario del nacimiento de Shackleton fue celebrado con un Google Doodle en el famoso buscador de internet. Ese mismo año la casa de subastas Christie's vendió por 1250 libras una galleta que Shackleton ofreció a un «compañero de viaje hambriento», Frank Wild, durante la Expedición Nimrod (1907-1909).